# The Salesman
The Salesman (Originaltitel: persisch فروشنده Forūšande) ist ein oscarprämiertes Drama des iranischen Regisseurs Asghar Farhadi aus dem Jahr 2016.

## Handlung
Das junge Paar Emad und Rana muss überstürzt sein Haus verlassen, da dieses aufgrund von Ausschachtarbeiten auf dem Nachbargrundstück einsturzgefährdet ist. Emad ist ein beliebter Lehrer und zusammen mit Rana Mitglied einer Theatergruppe, die das Stück Tod eines Handlungsreisenden aufführt. Babak, ein Freund aus ihrer Schauspielgruppe, bietet ihnen eine Wohnung an. Die Vormieterin hat noch ihren Hausstand in der Wohnung aufbewahrt, da sie noch nichts Neues gefunden habe; trotz Drängen des Ehepaars bei Babak holt sie diesen nicht ab. Von Nachbarn erfährt Emad, dass sie eine Frau ist, die ständig Männerbesuch empfangen hat.
Eines Tages öffnet Rana nach dem Klingeln die Tür, in der Annahme, dass es ihr Mann ist, und geht ins Bad. Als Emad tatsächlich heimkommt, findet er eine Blutspur bis ins Bad vor und erfährt, dass Rana in der Klinik ist. Sie wurde von einem Mann attackiert, den sie aber nicht beschreiben kann. Die erlittene Kopfverletzung stellt sich als nicht schwerwiegend heraus, doch leidet Rana psychisch schwer und möchte nicht allein in der Wohnung bleiben. Deshalb will sie auch weiterhin an den Theateraufführungen teilnehmen, muss dann aber von der Regisseurin vertreten werden. Es wird angenommen, dass der Gewalttäter ein Freier war, der nicht wusste, dass die Prostituierte ausgezogen ist. Da sie das Geschehene nicht mehr der Polizei schildern möchte, lehnt Rana eine Anzeige ab.
Stattdessen versucht Emad, selbst den Täter zu finden. Dieser hat nach der Tat Geld, sein Mobiltelefon und die Autoschlüssel eines Kleintransporters zurückgelassen. Nachdem das Auto verschwunden ist, findet Emad es bei dem Ausfahrer einer Bäckerei wieder. Indem er ihm einen Transportauftrag vergibt, will ihn Emad in seine alte Wohnung locken. Stattdessen erscheint dessen Schwiegervater in spe, ein kleingewachsener älterer Herr. Es stellt sich heraus, dass dieser ebenfalls den Transporter benutzt. Nachdem Emad seine Fußverletzung entdeckt, muss dieser schließlich zugeben, dass er derjenige war, der Rana verletzt hat. Laut seinen Aussagen war er von der Vorbewohnerin mehrfach gebeten worden, ihr mit dem Transporter behilflich zu sein. Die Tat sei seiner Erregung geschuldet gewesen, bis er bemerkt habe, dass es eine andere Frau war. Emad sperrt ihn in eine Kammer und kommt am nächsten Tag mit Rana wieder. Der Mann hat zwischenzeitlich einen Herzanfall erlitten; als man ihm seine Tabletten gibt, geht es ihm aber wieder besser. Emad will die herbeieilende Familie über die Beziehung des Mannes zu der Prostituierten informieren – vor allem die Ehefrau des Mannes, mit der er über 30 Jahre verheiratet ist und die ihn sehr liebt – um ihn bloßzustellen und so zu bestrafen. Rana beschwört ihn, keine Rache zu nehmen und droht ihm mit dem Ende ihrer Beziehung. Emad lenkt ein, gibt dem Mann aber noch das Geld mit, das dieser nach der Tat als eine Art Entschädigung zurückgelassen hatte, was er aber nicht annehmen kann. Im Treppenhaus erleidet der gebrochene Mann erneut einen Herzanfall und die Familie ruft einen Rettungswagen.

## Oscarverleihung
Aus Protest gegen Donald Trumps Dekret 13769 nahmen die Filmemacher und die Hauptdarstellerin Taraneh Alidoosti trotz der Nominierung des Films für den besten fremdsprachigen Film nicht an der Oscarverleihung teil.

## Rezeption

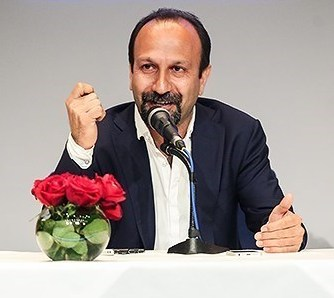
Regisseur Asghar Farhadi

Christoph Petersen von Filmstarts sah ein „hochkomplexes, präzise beobachtetes und dazu auch noch unglaublich spannendes Moralstück“. Wie es in Tod eines Handlungsreisenden um „Lebenslügen und wie sie eine Familie zerstören“ gehe, würden auch in diesem Film „tieferliegende Konflikte an die Oberfläche gezerrt“. Am Ende offenbare sich ein „moralisches Dilemma“, das es „sehr schwer macht, klare Grenzen zwischen Recht und Unrecht zu ziehen“.
Farhadi sagte 2017 in einem Interview, im Iran sei dieser Film nicht nur sein erfolgreichster, sondern er sei dort sogar der erfolgreichste Film überhaupt.

## Auszeichnungen (Auswahl)
Der Film erhielt zahlreiche ausländische Preise und Nominierungen und wurde von der Kritik sehr gut aufgenommen.
- Auszeichnung Oscar 2017 als bester fremdsprachiger Film
- Auszeichnung Internationale Filmfestspiele von Cannes 2016 für das beste Drehbuch (Asghar Farhadi) und den besten Hauptdarsteller (Shahab Hosseini)
- Auszeichnung ARRI/Osram Award 2016 beim Filmfest München